# Rostrot
Rostrot ist das neunte Studioalbum der Thüringer Dark-Metal-Band Eisregen. Es erschien im Dezember 2011 über das Label Massacre Records. Im Begleitheft zum Album wurde zudem eine weitere CD mit dem Titel Todestage angekündigt.
Der Albumtitel besteht aus zwei zusammengesetzten Wörtern mit gleichem Anfangsbuchstaben: Rost und der Farbe Rot. Vom Album Zerfall abgesehen weisen alle Eisregen-Veröffentlichungen diese Alliteration auf.
Angekündigt wurde Rostrot seinerseits im Zuge der Veröffentlichung des Vorgängeralbums Schlangensonne. Im Begleitheft des Albums ist der komplette Text des Lieds Madenreich abgedruckt, was für Eisregen untypisch ist. Flankiert wird der Text von der Illustration eines Friedhofs. Weitere Abbildungen im Begleitheft zeigen die Bandmitglieder. Aufgenommen wurde das Album im September 2011 in Mellrichstadt in der Klangschmiede Studio E.

## Stil und Inhalt
Musikalisch und stilistisch ist das Album von einem für Eisregen typischen hohen Gitarreneinsatz geprägt. Im Opener Erlösung sind neben Roths Stimme ein Klavier, leichte Streicher und ein Snare zu hören. Zur melodischen Unterstützung wird ein Keyboard eingesetzt, welches beispielsweise dem Stück Madenreich ein spezielles Flair verleiht. Gesangstechnisch bietet das Werk sowohl Lieder mit überwiegend klaren Gesangsteilen als auch solche, zum Beispiel Schakal-Ode an die Streubombe und Blutvater, die neben dem Gesang auch musikalisch an ältere Werke erinnern. Thematisch beschäftigt sich das Album beispielsweise in Bewegliche Ziele mit einem missglückten Banküberfall, in Kathi das Kuchenschwein mit theologisch-humorvollen Gedankengängen.
Alle Texte des Albums stammen aus der Feder von Roth. Die Leadgitarre auf Wechselbalg spielt Markus Stock als Gastmusiker. Eingespielt wurden alle Lieder im Klangkreis Thüringen.
Im Gegensatz zu diversen Liedern der Vorgängeralben wird nicht der Zweite Weltkrieg, sondern in Schakal–Ode an die Streubombe der Vietnamkrieg thematisiert. Die militärisch-kriegerische Handlung in Blutvater lässt sich keinem historischen Kontext eindeutig zuordnen. Neben eisregentypischen Anleihen im Horrorgenre kennzeichnet sich das Album auch durch schwarzen Humor verbunden mit einem gewissen Provokationspotential: Dieses äußert sich beispielsweise im Titel Kathi das Kuchenschwein, in dem folgende Fragen aufgeworfen werden: Wer kommt denn da zur Tür herein? Ist das wirklich noch ein Mensch oder doch ein riesiges Schwein? Zudem wird in diesem Lied die These aufgestellt, dass Gott dicke Menschen hasse. Mit der titelgebenden Person Kathi, bezieht sich Eisregen auf den ostdeutschen Backmischungshersteller Kathi Rainer Thiele aus Magdeburg.

## Titelliste
1. Erlösung – 2:25
2. Schakal-Ode an die Streubombe – 3:56
3. Madenreich – 3:48
4. Ich sah den Teufel – 7:25
5. Blutvater – 3:20
6. Bewegliche Ziele – 5:36
7. Kathi das Kuchenschwein – 5:47
8. Wechselbalg – 4:32
9. Fahles Ross – 5:40
10. Rostrot – 6:45
11. Madenreich (Live in Mogadischu/Somalia 2013) – Bonustrack – 3:49

## Rezeption
Rostrot wurde von der Presse verhalten aufgenommen. Florian Dammasch von metal.de bezeichnete das Album als übliches oberes Mittelmaß und vergab 7 von 10 Punkten. Stefan Frühauf von dark-festivals.de vergab ebenfalls 7 von 10 Punkten und befand, dass sich Rostrot unter den übrigen Alben von Eisregen weder nach oben noch nach unten wirklich abhebt. Moritz Grütz traf auf metal1.info ein zwiespältiges Fazit und vergab 6,5 von 10 Punkten. Auch Jan-Phillip Rensmann von undergrounded.de ordnete das Album im Durchschnitt der Eisregenveröffentlichungen ein und bewertete es mit 8 von 10 Punkten.

## Chartplatzierungen
In den deutschen Charts erreichte Rostrot den 72. Platz. Dieser wurde eine Woche lang belegt.
| ChartsChartplatzierungen | Höchstplatzierung | Wochen |
| ------------------------ | ----------------- | ------ |
| Deutschland (GfK)        | 72 (1 Wo.)        | 1      |